# Hleiðólfsfjall
Hleiðólfsfjall är ett berg i republiken Island. Det ligger i regionen Norðurland eystra, 400 km nordost om huvudstaden Reykjavík. Toppen på Hleiðólfsfjall är 582 meter över havet, eller 240 meter över den omgivande terrängen. Bredden vid basen är 5,2 km.
Trakten runt Hleiðólfsfjall är nära nog obefolkad, med mindre än två invånare per kvadratkilometer. Närmaste större samhälle är Þórshöfn, omkring 12 kilometer väster om Hleiðólfsfjall. Trakten runt Hleiðólfsfjall består i huvudsak av gräsmarker.